# Trapistovski samostan Marije Zvezde Banjaluka
Trapistovski samostan Marije Zvezde Banjalluka ali Opatija Marija Zvezda je samostan trapistov, ki je nedaleč od Banjaluke v Bosni in Hercegovini. 
Nekoč je bil to eden izmed treh samostanov tega reda v bivši Jugoslaviji, danes pa je edini še delujoči na območju Balkana. 

## Zgodovina samostana
Samostan je ustanovil Franz Pfanner v 2. polovici 19. stoletja, ko so v Bosni in Hercegovini gospodovali še Turki. Leta 1869 je skupina sedmih menihov iz nemškega samostana Mariawald prišla v Banjaluko in osnovala samostan. Prvi opat samostana je bil Franz Pfaner.

### Največji trapistovski samostan na svetu
Vse do prve svetovne vojne je številna samostanska skupnost 200-tih menihov poleg kontemplacijskega življenja bila izredno dejavna tudi na kulturnem in gospodarskem področju.
Tedaj je bil to največji samostan trapistov na svetu, ter je bil nosilec razvoja v celotni regiji.

### Gospodarske dejavnosti trapistov
Trapisti so zgradili opekarno (1869), kovačijo (1869), odprli kamnolom (1870), zgradili  mlin (1872) in sirarno (1882), v kateri so proizvajali sir trapist, sušilnico za sadje (1876), pivovarno (1873), prvo hidroelektrarno na reki Vrbas, in se ukvarjali tudi z drugimi obrtnimi dejavnostmi.
Trapisti so v Banjaluki zgradili tudi bolnišnico (odprto 1879), hiše za zaposlene, časopisno založbo »Putokaz«, dijaški dom in sirotišnico. Življenje samostana se je z nekoliko manjšim številom menihov nadaljevalo vse do druge svetovne vojne.

### Obdobje druge svetovne vojne in po njej
Iz samostana je pred komunističnimi partizani pobegnilo veliko število bratov, ki so se zatekli v avstrijski samostan Engelszell. Preostali menihi so bili izpostavljeni komunističnim pregonom, zaprtjem in trpinčenjem. Samostanu je bilo odvzeto vse premoženje, posesti, stroji in tudi glavna stavba. Ker so ostali brez vsega, jim je škofija zaupala v upravljanje novonastalo župnijo, da bi imeli vsaj od nečesa živeti.
Po potresu leta 1969 so se trapisti naselili v Frančiškanskem samostanu Kloštar Ivanić na Hrvaškem. Tam so bili do leta 1977, ko so se vrnili v svojo obnovljeno cerkev in novo samostansko zgradbo.

## Najmanjši trapistovski samostan na svetu
Stanje se je po vojni v Bosni in Hercegovini in srbski agresiji še dodatno poslabšalo. Banjaluka je postala glavno mesto Republike Srbske, katoliško in drugo nesrbsko prebivalstvo pa je bilo izgnano in danes se beleži le manjše število povratnikov. Samostan Marija Zvezda je danes najmanjši trapistovski samostan na svetu, v njem bivata le dva meniha.
Število menihov skozi zgodovino samostana

## Tradicija proizvodnje sira
Banjaluški trapisti so svojo sirarno odprli leta 1882, tako da je tradicija proizvodnje sira trapist v Banjaluki dolga že več kot 130 let, sama tradicija in receptura pa ima znotraj reda še veliko daljše korenine, saj se je prenašala iz samostana v samostan več stoletij. Zaradi čedalje manjšega števila trapistov v samostanu Marije Zvezde, se njihov sir od leta 2008 proizvaja v sodelovanju s kmetijsko zadrugo »Livač«, s sedežem v naselju Laktaši.